# Mały Staw (jezioro w województwie zachodniopomorskim)
Mały Staw  - jezioro w woj. zachodniopomorskim, w pow. wałeckim, w Człopie, leżące na terenie Pojezierza Wałeckiego.
Według urzędowego spisu opracowanego przez Komisję Nazw Miejscowości i Obiektów Fizjograficznych (KNMiOF) opublikowanego przez Główny Urząd Geodezji i Kartografii (GUGiK) i udostępnionego na stronach Komisja Standaryzacji Nazw Geograficznych (KSNG) nazwa tego jeziora to Mały Staw. W różnych publikacjach i na mapach topograficznych jezioro to występuje pod nazwą Miejskie.
Powierzchnia zwierciadła wody według różnych źródeł wynosi od 11,0 ha przez 11,21 ha do 11,7 ha.
Zwierciadło wody położone jest na wysokości 66,3 m n.p.m.. Średnia głębokość jeziora wynosi 3,9 m, natomiast głębokość maksymalna 6,6 m.
W oparciu o badania przeprowadzone w 1991 roku wody jeziora zaliczono do III klasy czystości.
Wody jeziora połączone są kanałem z rzeką Cieszynką.